# 毛氈苔狀礎毛草
毛氈苔狀礎毛草（學名：Crepidorhopalon droseroides），為母草科礎毛草屬的一種，是莫三比克的特有種。

## 描述
毛氈苔狀礎毛草為一年生草本植物，高達13-15公釐，與其它的礎毛草屬物種不同之處在於葉、莖、花梗和花萼長有黏性腺毛，被認為可能是肉食植物。除此之外，母草科的许多其他植物（如通泉草）的花梗和花萼甚至是花瓣上也存在可以分泌具有微弱黏性的粘液的腺毛，可以黏杀蕈蚊等小型昆虫，而毛氈苔狀礎毛草可能是这其中一个比较极端的例子。